# Sault-Brénaz
Sault-Brénaz är en kommun i departementet Ain i regionen Auvergne-Rhône-Alpes i östra Frankrike. Kommunen ligger  i kantonen Lagnieu som ligger i arrondissementet Belley. Kommunens areal är 5,61 km². År 2022 hade Sault-Brénaz 1 007 invånare.

## Befolkningsutveckling
Antalet invånare i kommunen Sault-Brénaz
Referens: INSEE